# Pericosmidae
Famille
Les Pericosmidae sont une famille d'oursins dits « irréguliers » de l'ordre des Spatangoida.

## Description et caractéristiques
Ce sont des oursins irréguliers dont la bouche et l'anus se sont déplacés de leurs pôles pour former un « avant » et un « arrière ». La bouche se situe donc dans le premier quart de la face orale, et l'anus se trouve à l'opposé, tourné vers l'arrière. La coquille (appelée « test ») s'est également allongée dans ce sens antéro-postérieur.
Le test est épais, avec une dépression frontale.

Le disque apical porte trois gonopores (pas sur la 2e plaque génitale). 

Les pores du 3e ambulacre sont différenciés, associés à des podia spécialisés pourvus de ventouses.

Les ambulacres pairs sont pétaloïdes, avec des pétales courts et fins, enfoncés, formés de deux bandes parallèles, avec des plaques d'occlusion finales.

Le péristome est accompagné d'une plaque labrale allongée et bien développée, mais de phyllodes limités.

Cette plaque labrale est forte et allongée longitudinalement, s'étendant jusqu'à la seconde plaque ambulacraire. Les plaques sternales sont longues et symétriques, et les plaques épisternales écartées en doubles séries, non indentées aux plaques ambulacraires.

Le périprocte est large et marginal, limité par les plaques ambulacraires 5a et 5b sur sa partie orale.
 
Des fascioles marginaux et périphériques aux pétales sont présents.
Cette famille semble être apparue au Paléocène.

## Liste des genres
Selon World Register of Marine Species (13 juin 2014) :
- genre Faorina Gray, 1851b -- monotypique
- genre Pericosmus L. Agassiz, in L. Agassiz & Desor, 1847 -- 10 espèces

Pericosmus akabanus (test nu)
Pericosmus cordatus
Pericosmus keiensis
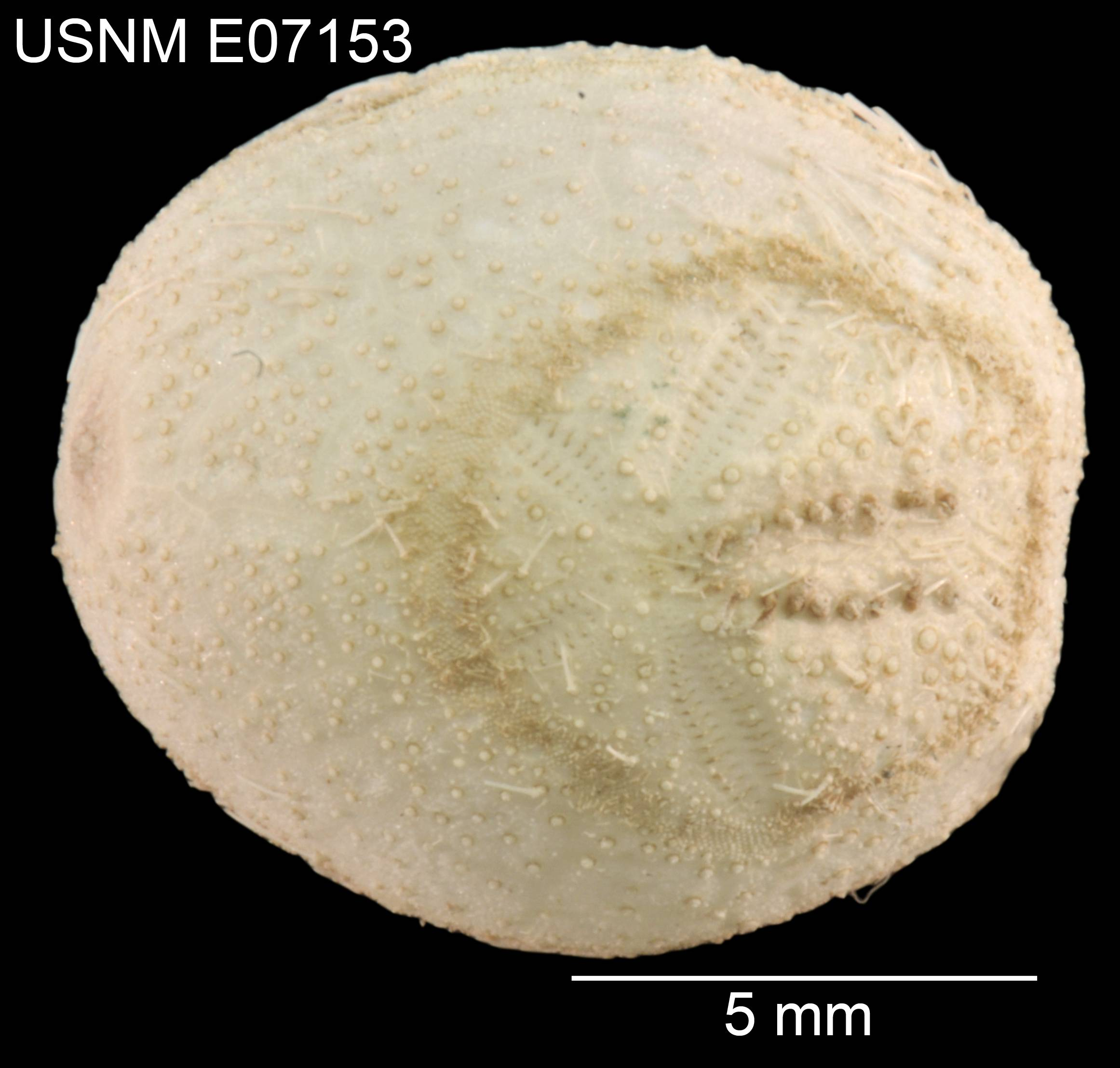
Pericosmus melanostomus
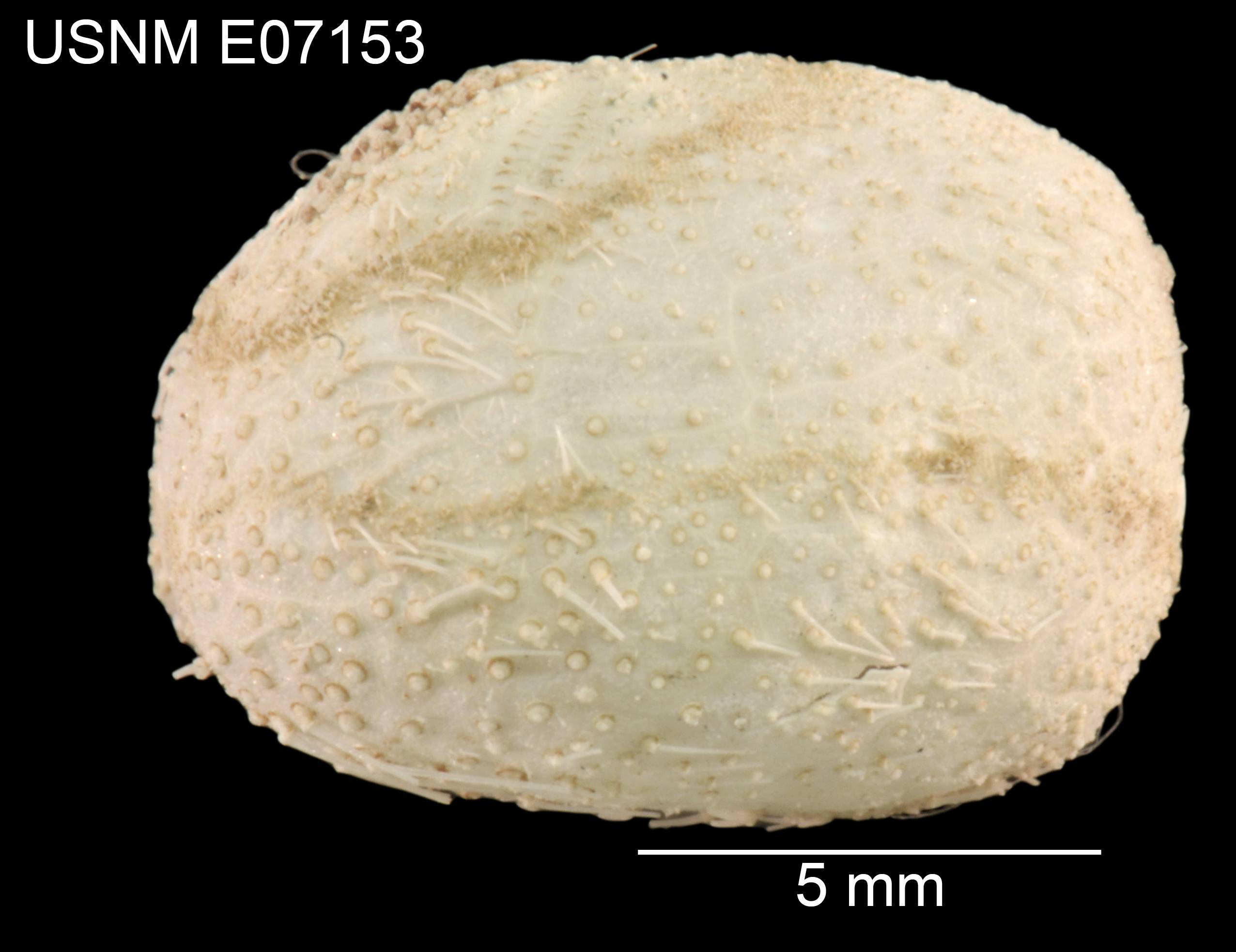
Pericosmus melanostomus (de profil)
Pericosmus oblongus
Pericosmus tenuis
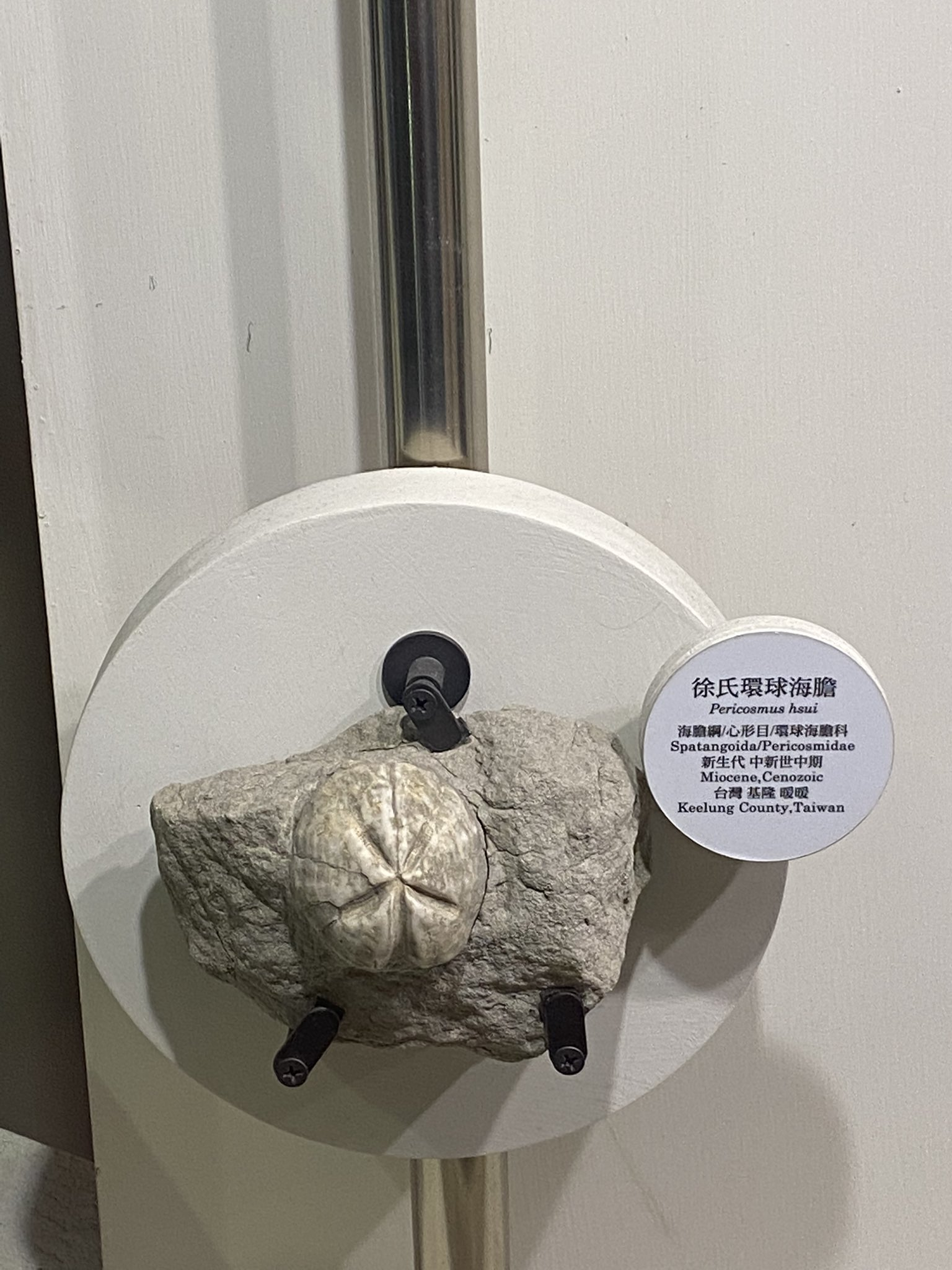
Fossile de Pericosmus hsui